# Sign of the Hammer
Sign of the Hammer är det amerikanska heavy metal/power metal-bandet Manowars fjärde studioalbum, utgivet den 15 oktober 1984 av skivbolaget Ten Records (ett dotterbolag till Virgin Records).

## Låtförteckning
Sida A
1. "All Men Play on 10" – 4:01
2. "Animals" – 3:34
3. "Thor (The Powerhead)" – 5:24
4. "Mountains" – 7:39

Sida B
1. "Sign of the Hammer" – 4:19
2. "The Oath" – 4:54[3]
3. "Thunderpick" (instrumental) – 3:32
4. "Guyana (Cult of the Damned)" – 7:10

Text & musik: Joey DeMaio (utan spår B2 av Joey DeMaio/Ross the Boss)

## Medverkande
Manowar-medlemmar
- Ross the Boss – gitarr
- Joey DeMaio – basgitarr
- Eric Adams – sång
- Scott Columbus – trummor

Produktion
- Jack Richardson – producent (spår A1–A4, B1, B3, B4)
- Tony Platt – producent (spår B2), ljudmix
- Arun Chakraverty – mastering
- Rian Hughes – omslagsdesign